# Ouborré
Der Ouborré ist ein 103 m hoher Hügel auf der Insel Erromango im Staat Vanuatu.

## Vulkanische Aktivität
Der Hügel liegt als östlichster Hügel zusammen mit den Hügeln Wahous (293 m), Nagat (566 m), Rantop (268 m), Oulénou (124 m) und Ourap (118 m) auf der Halbinsel Uvworé.